# Lusby
Lusby és una concentració de població designada pel cens dels Estats Units a l'estat de Maryland. Segons el cens del 2000 tenia 1.666 habitants.

## Demografia
Segons el cens del 2000, Lusby tenia 1.666 habitants, 595 habitatges, i 433 famílies. La densitat de població era de 183,8 habitants per km².
Dels 595 habitatges en un 35,5% hi vivien nens de menys de 18 anys, en un 57% hi vivien parelles casades, en un 11,3% dones solteres, i en un 27,2% no eren unitats familiars. En el 23,9% dels habitatges hi vivien persones soles el 12,8% de les quals corresponia a persones de 65 anys o més que vivien soles. El nombre mitjà de persones vivint en cada habitatge era de 2,79 i el nombre mitjà de persones que vivien en cada família era de 3,32.
Per edats la població es repartia de la següent manera: un 28,5% tenia menys de 18 anys, un 6,5% entre 18 i 24, un 31,9% entre 25 i 44, un 20,1% de 45 a 60 i un 13% 65 anys o més.
L'edat mediana era de 36 anys. Per cada 100 dones de 18 o més anys hi havia 93,7 homes.
La renda mediana per habitatge era de 40.769 $ i la renda mediana per família de 51.964 $. Els homes tenien una renda mediana de 46.190 $ mentre que les dones 26.429 $. La renda per capita de la població era de 19.932 $. Entorn del 5,3% de les famílies i el 4,5% de la població estaven per davall del llindar de pobresa.

## Poblacions més properes
El següent diagrama mostra les poblacions més properes.